# Cryptanura fulvipes
Cryptanura fulvipes là một loài tò vò trong họ Ichneumonidae.